# Jørgen Møller
Jørgen Møller (født 4. november 1873 i Otterup, død 20. november 1944 i København) var en dansk skakmester.
Møller blev to gange nordisk mester, første gang i København i 1899 og anden gang i Göteborg 1901. Han var dermed den anden og tredje skakmester i denne turnering.
I begyndelsen af sin karriere kom han på en delt fjerde og femteplads i København i 1895. Han kom på anden plads, bag Sven Otto Svensson, i Stockholm i 1897 (1. nordiske turnering) og tog 4. plads i København i 1907 (6. nordiske turnering).
I 1920 fik han en delt 13.- og 14.-plads i Göteborg. I 1923 fik han en 6. plads i København. 

## Skaktræk
Hans navn er knyttet til Møller-angrebet i Giuoco Piano (1.e4 e5 2. Nf3 Nc6 3. Bc4 Bc5 4.c3 Nf6 5.d4 ed4 6.cd4 Bb4 + 7. Nc3 Nxe4 8. O – O Bxc3 9. d5 ) og Møller-forsvaret i Ruy Lopez (1.e4 e5 2. Nf3 Nc6 3. BB5 a6 4. Ba4 Nf6 5. O – O Bc5 ).